# Salem Harcheche
Salem Harcheche (ur. 24 lipca 1972 w Marsylii) – algierski piłkarz grający na pozycji obrońcy.

## Kariera klubowa
Swoją karierę piłkarską Harcheche rozpoczął w klubie AS Saint-Étienne. Początkowo grał w rezerwach tego klubu (w latach 1989-1993), a w 1991 roku awansował do kadry pierwszego zespołu i w sezonie 1991/1992 zadebiutował w nim w Division 1. W 1996 roku odszedł do drugoligowego FC Martigues. Występował w nim przez dwa lata. W 1998 roku został zawodnikiem SM Caen. Grał w nim do końca sezonu 1999/2000. W sezonie 2001/2002 był piłkarzem CR Belouizdad, w którym zakończył karierę.

## Kariera reprezentacyjna
W reprezentacji Algierii zadebiutował w 1996 roku. W 1998 roku został powołany do kadry na Puchar Narodów Afryki 1998. Na nim rozegrał trzy mecze: z Gwineą (0:1), z Burkina Faso (1:2) i z Kamerunem (1:2). Od 1996 do 2001 roku wystąpił w 18 meczach kadry narodowej.